# Bertie O'Hanlon
Pas d'image ? Cliquez ici

b Matchs officiels uniquement.
Bertie O'Hanlon, né le 23 octobre 1924 à Cork (Irlande) et mort dans la même ville le 25 septembre 2016, est un ancien joueur de rugby à XV, qui a joué avec l'équipe d'Irlande de 1947 à 1950, évoluant au poste d'ailier. 
Il a glané 12 sélections nationales avec l'équipe d'Irlande. Il remporte le Grand Chelem en 1948 et il gagne une autre fois le Tournoi en 1949.

## Équipe nationale
Il a eu sa première cape internationale, le 8 février 1947 avec l'équipe d'Irlande, à l’occasion d’un match du Tournoi contre l'équipe d'Angleterre. Son dernier match eut lieu le 28 janvier 1950 contre les Français.
Il inscrit deux essais lors de son premier match le 8 février 1947, il en inscrira un troisième toujours contre les Anglais deux ans plus tard.

## Palmarès

### Avec l'Irlande
- 12 sélections[1]
- 3 essais
- 9 points
- Sélections par année : 3 en 1947, 4 en 1948, 4 en 1949, 1 en 1950
- Tournois des Cinq Nations disputés: : 1947, 1948, 1949, 1950.